# Гонконгский научный парк
Гонконгский научный парк  (кит. трад. 香港科學園, упр. 香港科学园, пиньинь Xiānggǎng Kēxué Yuán; англ. Hong Kong Science Park) является научным парком в местечке Паксэккок, на Новых Территориях, в Гонконге. Он расположен на набережной Tolo Harbour вблизи Китайского университета Гонконга. Парк управляется Hong Kong Science and Technology Parks Corporationen, созданной в 2001 году. Образование территории в южной части Научного парка было завершено в 1999.
Кампус расположен преимужественно в округе Сатхинь и частично в округе Тайпоу.

## Объекты
Гонконгский научный парк предоставляет кампус-подобную среду на 330 тысячах квадратных метрах для высокотехнологических предприятий. Он спроектирован таким образом, чтобы подходить для компаний любых размеров и стадий развития, способствовать их взаимодействию и продвигать инновации как на локальном, так и на глобальном уровнях.

## Галерея

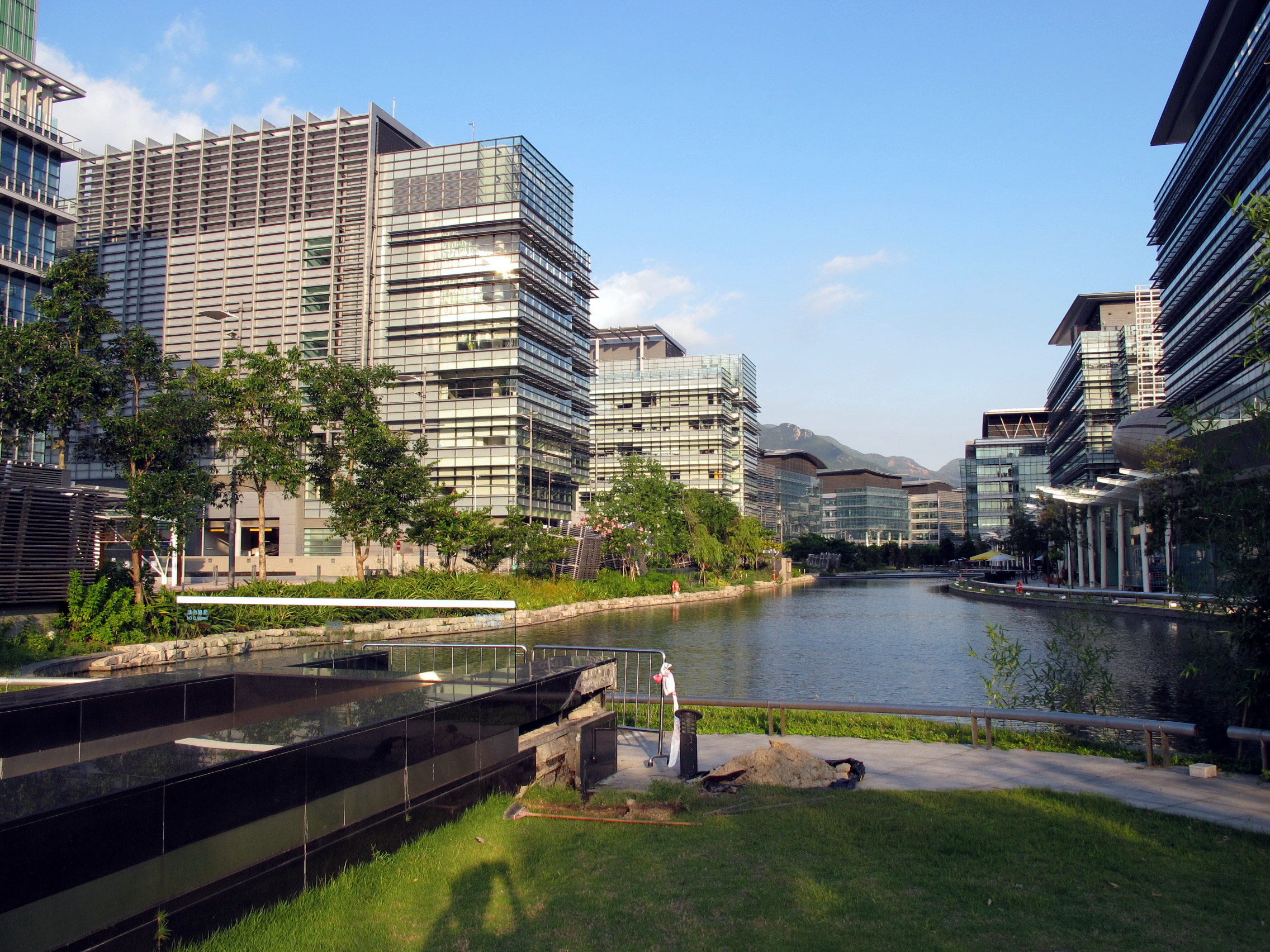
Центральное озеро Научного парка (2011)
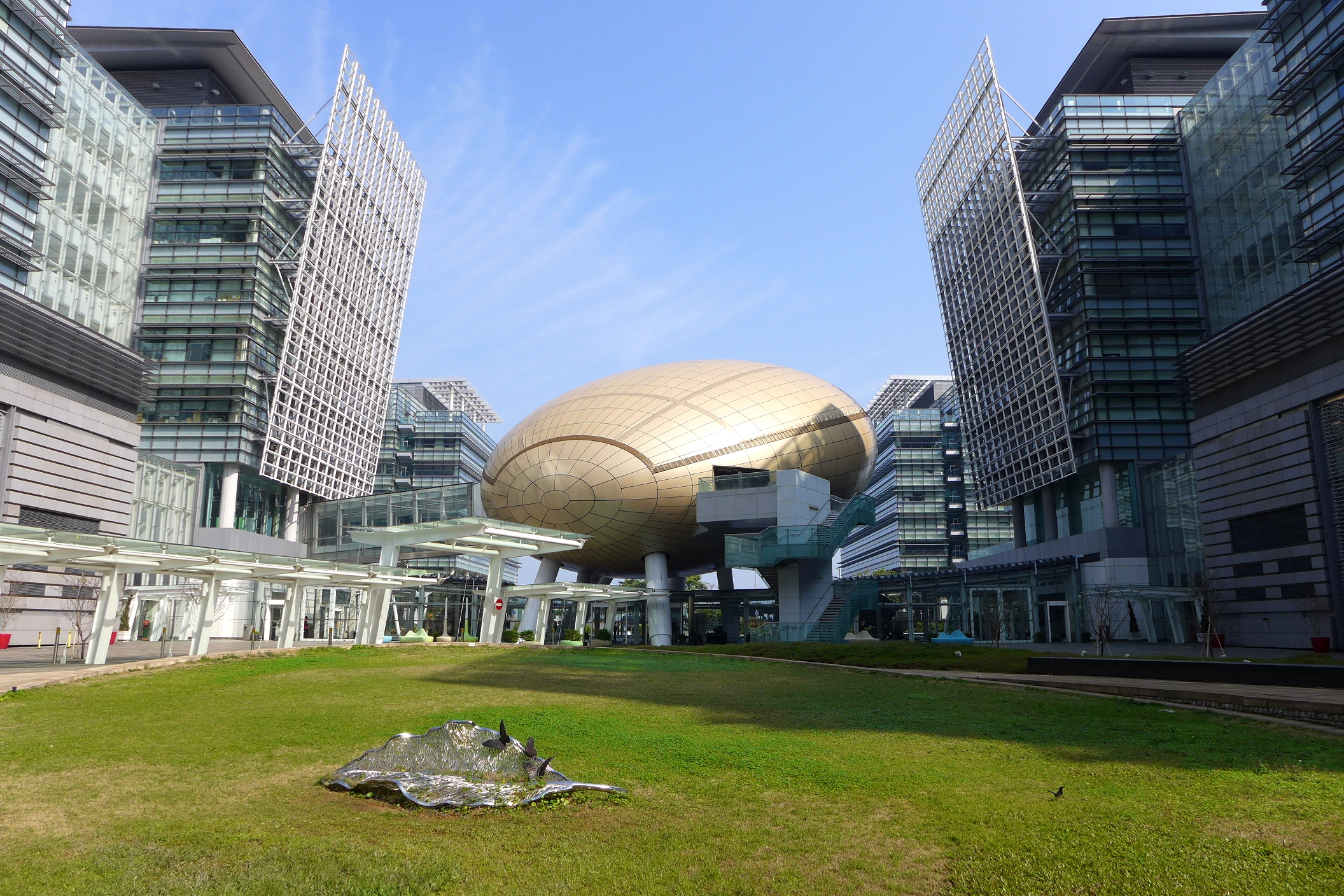
Зрительный зал Чарльза Као (2016)
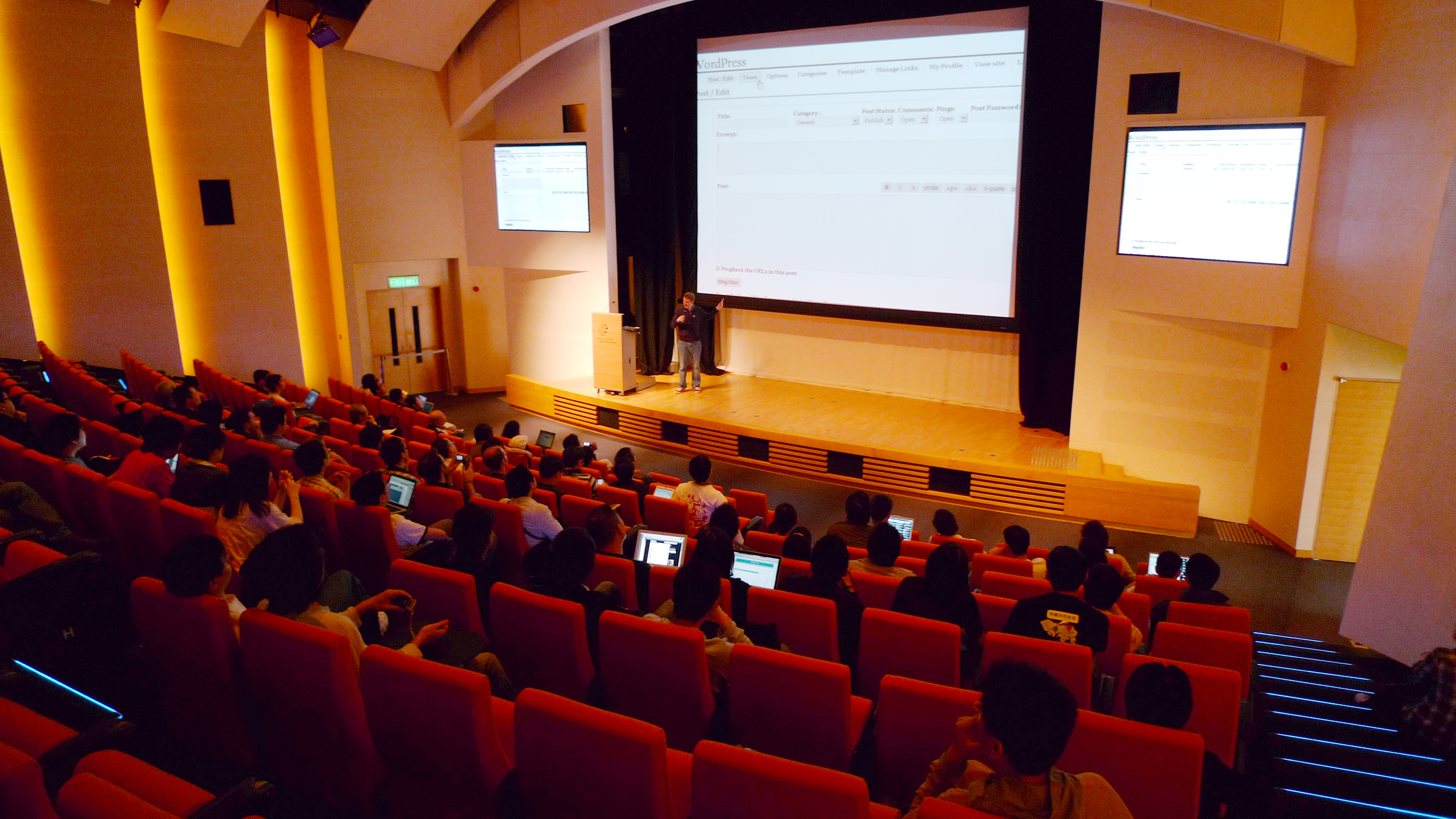
Внутри зрительного зала Чарльза Као (2009)
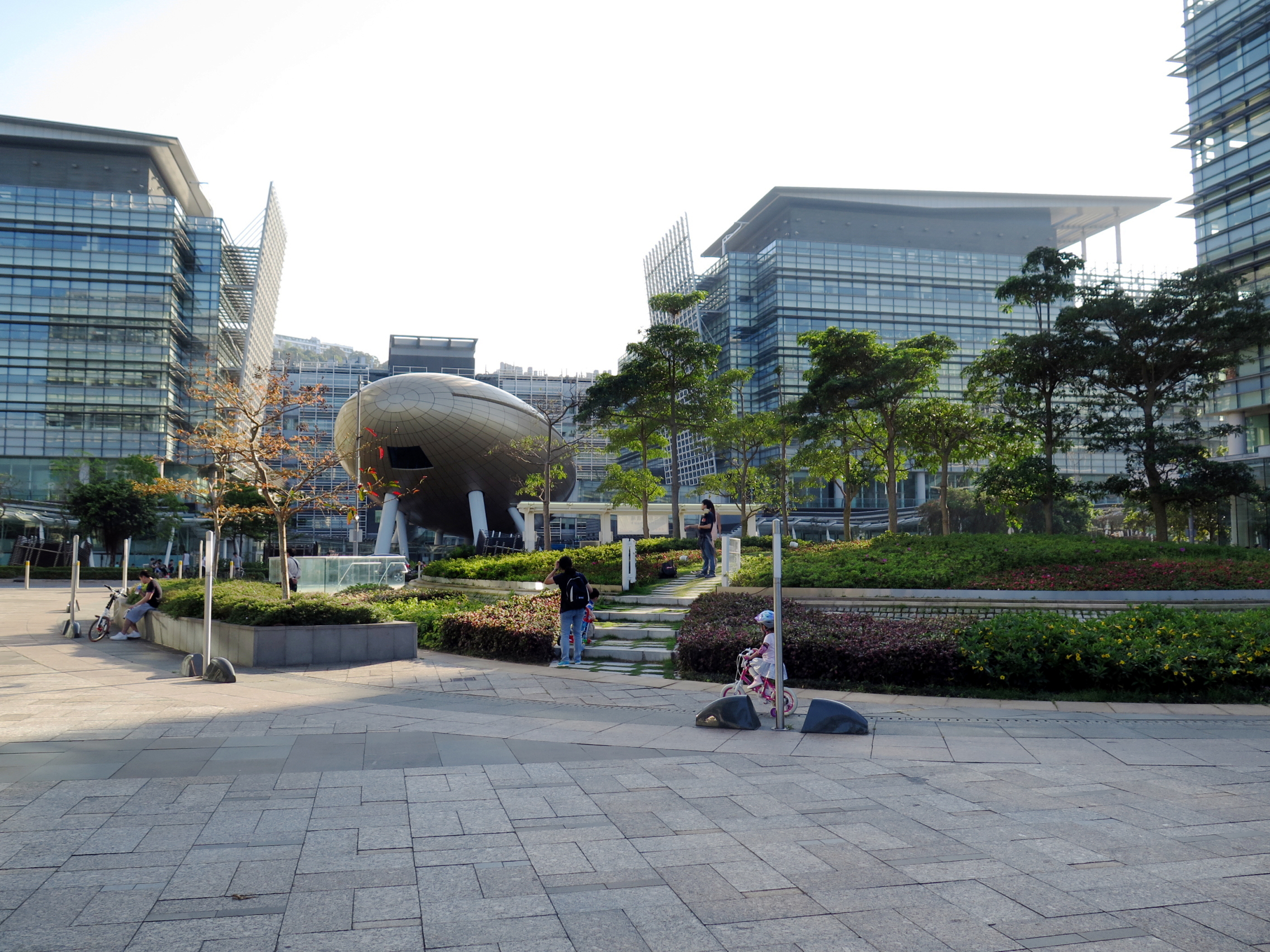
2015
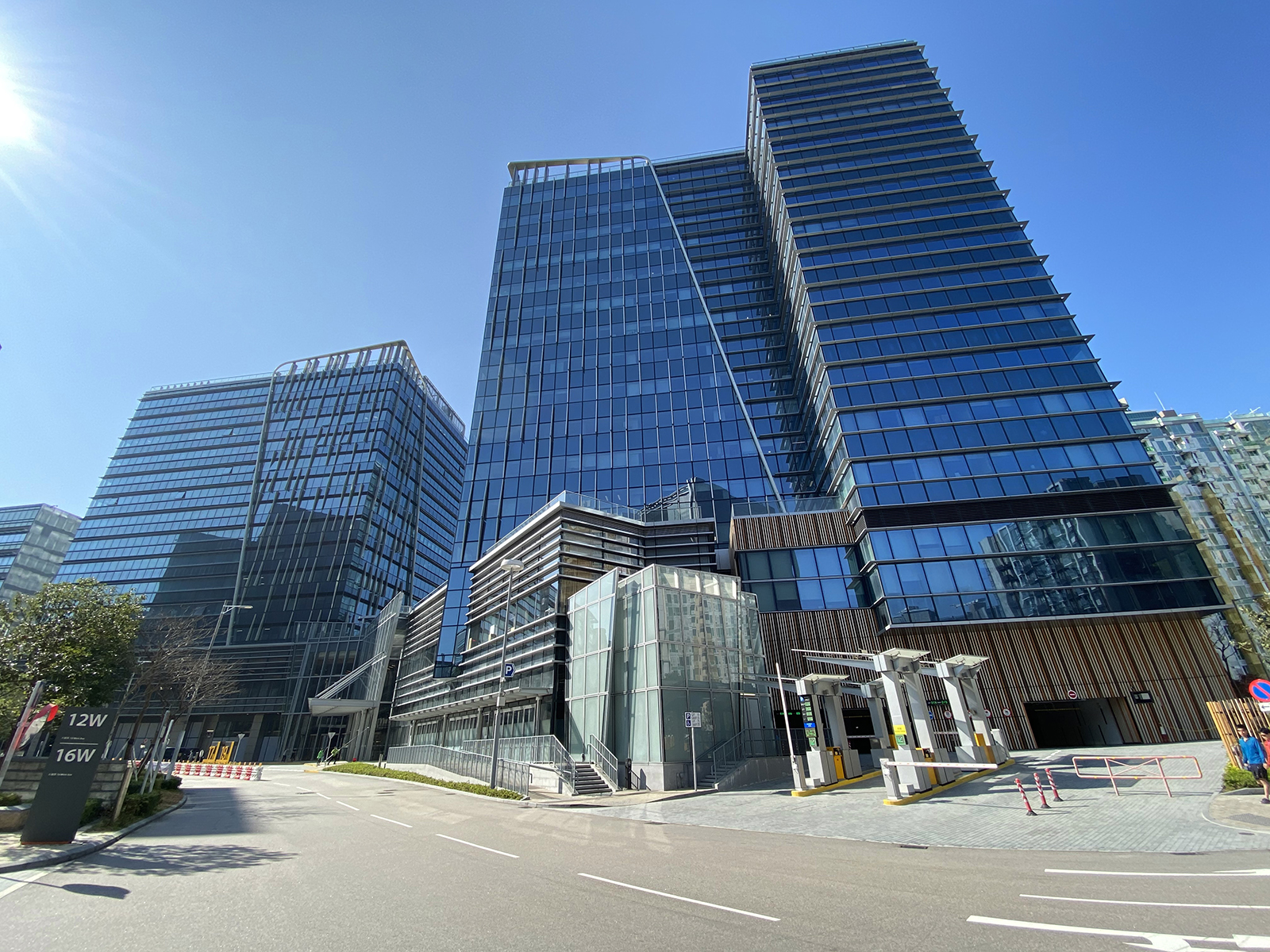
Здание 19W (2021)
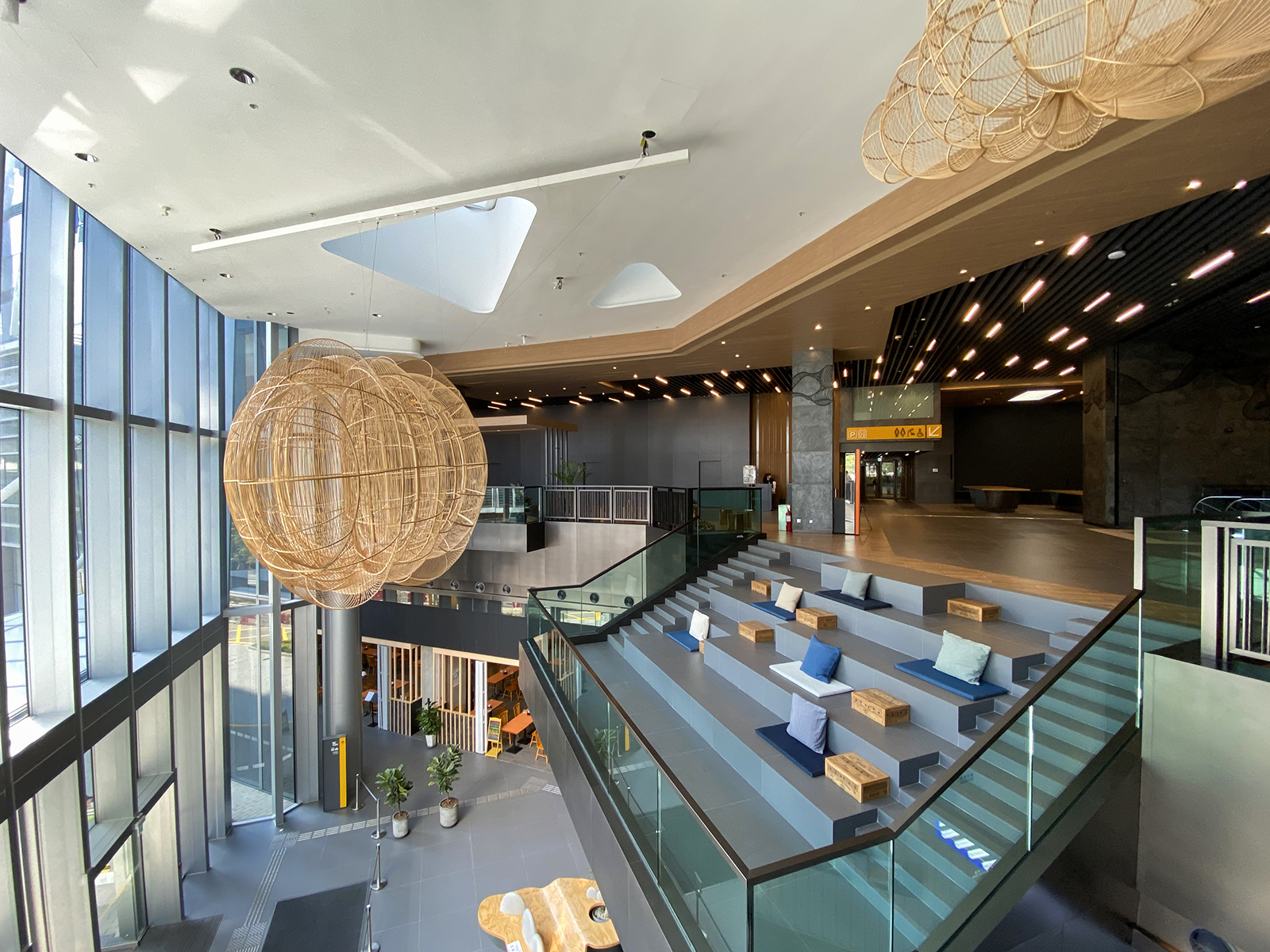
Интерьер здания 19W (2021)
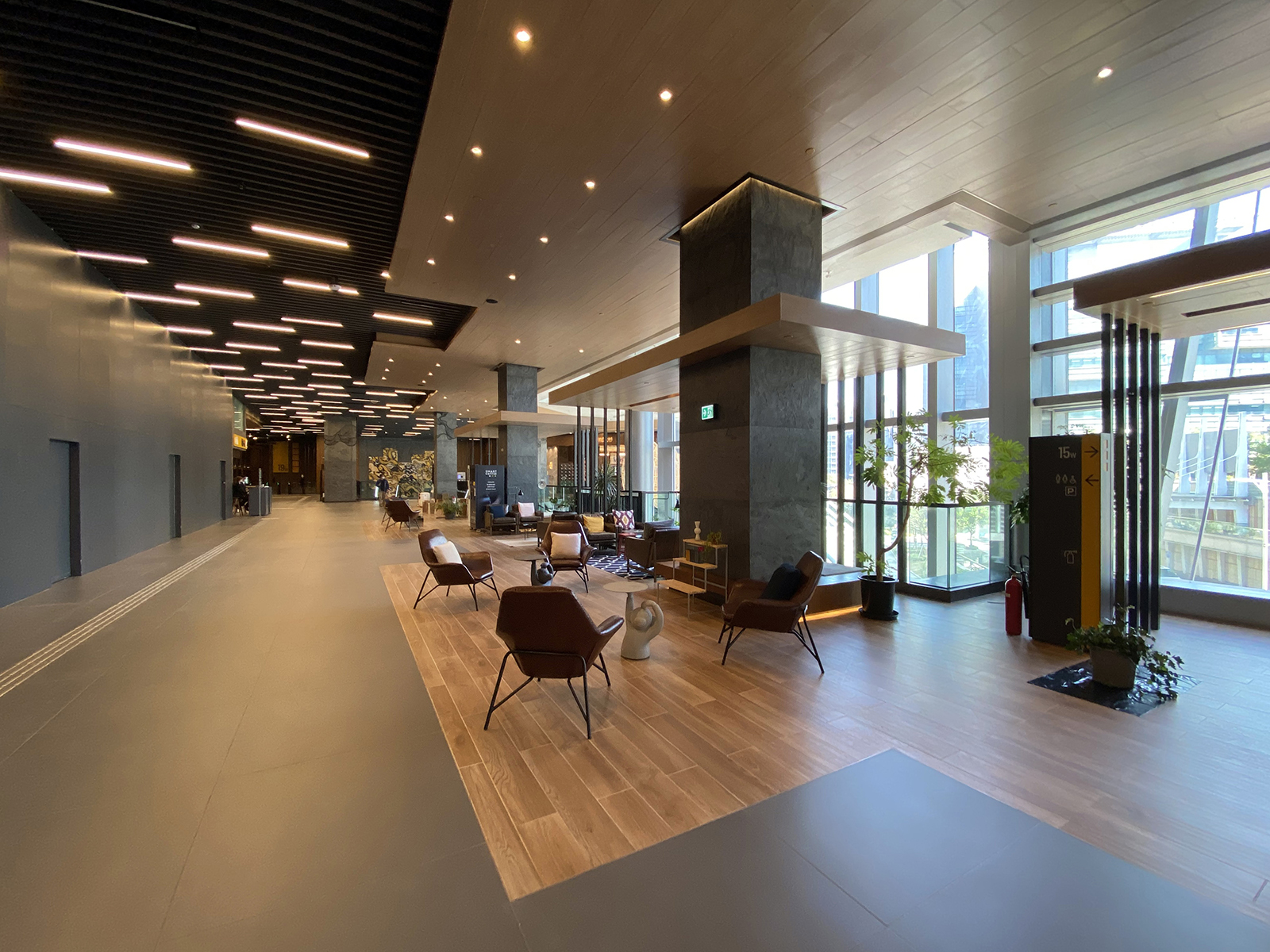
Интерьер здания 19W (2021)-2

## Резиденты
- SenseTime – штаб-квартира расположена в Научном парке
- Insilico Medicine – штаб-квартира расположена в Научном парке
- Hanson Robotics

## Внешние ссылки
- hkstp.org (англ.) — официальный сайт Гонконгского научного парка